# Ага (филм)
„А̀га“ е български игрален филм от 2018 година на режисьора Милко Лазаров. Филмът прави дебюта си в официалната селекция на фестивала Берлинале на 23 февруари 2018 година, като по този начин български филм се завръща в основната програма на фестивала след пауза от 29 години.
Филмът открива София филм фест на 7 март 2018 година.

## Сюжет
Филмът разглежда живота на двама ескимоси – Нанук и Седна. Дъщеря им Ага е напуснала ледената пустош отдавна, но след като Седна се разболява, Нанук решава да изпълни последното и желание – да намери Ага.

## В ролите
- Михаил Апросимов – Нанук
- Феодосия Иванова – Седна
- Сергей Егоров – Чена
- Галина Тихонова – Ага
- Афанаси Клаев – шофьор на камион

## Награди
- Награда за най-добър пълнометражен филм на фестивала „Златна роза“ (Варна, 2018).[3]
- Награда за най-добър режисьор на фестивала „Златна роза“ (Варна, 2018) - за Милко Лазаров.
- Награда за операторско майсторство на фестивала „Златна роза“ (Варна, 2018) - за Калоян Божилов.
- Награда на гилдия Критика към СБФД и награда на акредитираните журналисти на фестивала „Златна роза“ (Варна, 2018).